# Котелова, Юлия Владимировна
Юлия Владимировна Котелова (род. 1903—1980) — советская учёный-психолог, кандидат биологических наук (1951).

## Биография
Родилась 15 октября 1903 года в Херсоне. Её детские и юношеские годы прошли в Казани. В Гражданскую войну погиб отец и семья, спасаясь от голода в Поволжье, перебралась в Москву.
В Москве с 1921 по 1929 год работала воспитателем детских домов. В 1929 года окончила педагогический факультет 2-го Московского университета и начала работать в области психотехники и психологии труда. В 1930—1941 годах трудилась в Москве в Центральном институте охраны труда ВЦСПС в лаборатории психологии труда (под руководством С. Г. Геллерштейна). В 1941 году (по другим данным в 1939 году) заочно окончила физико-математическое отделение Государственного педагогического института им. В. И. Ленина (ныне Московский педагогический государственный университет).
В годы Великой Отечественной войны Юлия Котелова была начальником производства на военных заводах (1942—1944), также работала в Центральном научно-исследовательском институте экспертизы и организации труда инвалидов (1944—1946). С 1946 по 1950 год — сотрудник кафедры авиационной медицины военного факультета при Центральном институте усовершенствования врачей (заведовал кафедрой до 1949 года С. Т. Теллерштейн). В 1950 году Б. М. Тепловым была приглашена на факультет психологии Московского государственного университета. Здесь стала одним из организаторов первой программы психологического практикума для студентов отделения психологии философского факультета университета, с 1966 по 1973 год являлась заместителем декана по учебной работе, в течение 20 лет читала курс «Психологии труда» студентам-психологам.
В 1951 году защитила кандидатскую диссертацию под руководством профессора Геллерштейна. Совместно с ним и с доктором медицинских наук Б. С. Алякринским в области авиационной психологии занималась исследованиями состояния работоспособности человека в условиях пониженного барометрического давления. Создала ряд уникальных экспериментальных установок для изучения упражняемости сенсомоторных функций в условиях переключения внимания и восприятии быстро движущихся объектов. Ю. В. Котелова является автором свыше двадцати аппаратов и приборов для психологических исследований, среди них: аппараты для изучения пространственных представлений (1929) и объемного глазомера (1933), тремометр для исследования тремора формовщиков (1934), учебный щит для обучения газогенераторщиков (1935), установка для изучения сенсомоторных реакций на движущийся раздражитель (1946—1947) и другие. Была автором ряда работ, включая учебные пособия.
Была членом КПСС, награждена медалями, в числе которых «За доблестный труд в Великой Отечественной войне 1941—1945 гг.».
Умерла 18 марта 1980 года в Москве.